# Тудун
Тудун (старотюрк. tudun, tuduŋ, tuδuŋ, согд. tδwn; лат. tudunus, гр. Τουδοῦνος у Теофан) – тюркски титул със значение „разпоредител“, използва се и като на название на длъжност (управител на област, наместник) и като компонент от собствени имена, както се споменава и в гръцката глоса Τούδουνοι οἱ τοποτηρηταὶ παρὰ Τούρκοις „тудуните са пазители на области при тюрките“ (Et. Magn.). Произходът на титлата е китайски (от кит. to-thoŋ). Тудунът в Аварския каганат разполагал с голяма власт. Титлата се среща и във Волжка България под формата *turun, предадена в старорус. трунъ „знатен човек у волжките българи“ (Троицк. летоп., 1230 г.), и запазена и до днес в чуваш. тăрăн „старинна княжеска титла“.